# Лебланов процес
Лебланков процес је био рани индустријски процес за производњу сода пепела (натријум карбонат) коришћен током 19. века, назван по свом проналазачу — Николи Лебланку. Укључивао је два стадијума: продукција натријум сулфата из натријум хлорида, попраћено реакцијом натријум сулфата с угљем и калцијум карбонатом да би се добио натријум карбонат. Процес је постепено постао застарео након развоја Солвејевог процеса.